# Turbo sarmaticus
Turbo sarmaticus is een in zee levende slakkensoort die behoort tot de familie Turbinidae. De soort werd in 1758 door Linnaeus vermeld in de tiende editie van Systema naturae. 

## Voorkomen en verspreiding
Turbo sarmaticus is een omnivoor die leeft in ondiep warm water op rotsbodem (sublitoraal en circumlitoraal) aan de west- en zuidkust van Afrika (Senegalese- en Zuid-Afrikaanse provincie), waar hij ook gegeten wordt.